# إيرين خواكيم
إيرين خواكيم (بالفرنسية: Irène Joachim)‏ هي مغنية أوبرا ومغنية فرنسية، ولدت في 13 مارس 1913 في الدائرة السابعة في باريس في فرنسا، وتوفيت في 20 أبريل 2001 في باريس في فرنسا.

## وصلات خارجية
- إيرين خواكيم على موقع IMDb (الإنجليزية)
- إيرين خواكيم على موقع ميوزك برينز (الإنجليزية)
- إيرين خواكيم على موقع أول ميوزيك (الإنجليزية)
- إيرين خواكيم على موقع ديسكوغز (الإنجليزية)